# Угроїдський цукровий завод
Угроїдський цукровий завод — підприємство харчової промисловості у селищі міського типу Угроїди Краснопільського району Сумської області, яке припинило своє існування.

## Історія
Цукровий завод в селі Угроїди Покровської волості Охтирського повіту Харківської губернії Російської імперії був побудований в 1891 році.
У ході німецько-радянської війни з жовтня 1941 до 1943 року село окупували німецькі війська, але після закінчення бойових дій завод був відновлений і відновив роботу. Для забезпечення підприємства сировиною був створений радгосп «Угроїдський», крім зернових і технічних культур вирощував цукровий буряк (за радгоспом було закріплено 5831 га сільськогосподарських угідь, з них 4462 гектар ріллі). В цілому, за радянських часів цукровий завод був найбільшим підприємством селища.
Після проголошення незалежності України завод перейшов у власність Державного комітету харчової промисловості України. У липні 1995 року Кабінет Міністрів України затвердив рішення про приватизацію цукрового заводу і бурякорадгоспу.
Економічна криза в Україні 2008 року ускладнила становище компанії ТОВ «ЮВС», у власності якої перебував завод, в листопаді 2008 року компанія була визнана банкрутом. У вересні 2009 року зупинив виробництво Угроїдський цукровий завод (переробні потужності якого в цей час становили 1,7 тис. тонн буряка на добу)
У 2011 році завод відновив виробництво, але це був останній рік його роботи, оскільки в 2011 році вступив в силу новий податковий кодекс України, відповідно до якого ставка податку за оренду землі під підприємством збільшилася з 1 % до 3 % її вартості. В цей час виробнича потужність заводу становила 1350 тонн цукру на добу, а кількість робочих становило 560 осіб. У 2012 році завод вже не працював.